# Cheumatopsyche ambodivoa
Cheumatopsyche ambodivoa is een schietmot uit de familie Hydropsychidae. De soort komt voor in het Afrotropisch gebied.